# Беовульф
«Беову́льф» (др.-англ. Beoƿulf; дословно — «пчелиный волк», то есть «медведь») — англосаксонская эпическая поэма, названная по имени главного героя. Один из самых важных текстов на древнеанглийском языке. Состоит из 3182 строк и написан аллитерационным стихом.
Считается, что эпос создан в конце VII или в начале VIII века и сохранился в единственном списке XI века, который чуть не погиб во время пожара библиотеки Роберта Коттона в 1731 году, а впервые текст издан только в 1815 году. Это древнейшая эпическая поэма времён древней Англии, сохранившаяся в полном объёме.

## История рукописи
«Беовульф» содержится в единственном сохранившемся манускрипте Cotton MS Vitellius A XV, который в свою очередь разделяется на два кодекса: Southwick Codex и Nowell Codex (или просто «рукопись „Беовульфа“» ввиду значения поэмы на фоне других произведений кодекса), слабо связанных тематически друг с другом. Nowell Codex назван так, потому что его заглавная страница имеет подпись — Laurence Nowell. Nowell Codex содержит пять произведений: «Страсти Святого Христофора», «Чудеса Востока», «Письмо Александра к Аристотелю», «Беовульф» и «Юдифь». Тексты не имеют авторских заглавий, названия им дали учёные. «Беовульф» назван в честь главного героя поэмы.
Nowell Codex был написан двумя писцами около 1000 года. Впервые он возникает в XVI веке, когда жил первый известный владелец кодекса, Лоуренс Новелл; он вписал в него своё имя и дату — 1563 год. Рукопись «Беовульфа», равно как и многие другие труды, были изъяты из монастырских книгохранилищ после ликвидации монастырей в ходе политики Генриха VIII. Рукопись не была опубликована, поскольку её содержание не было интересно людям того времени. Затем рукопись перешла в собрание английского антиквара Роберта Коттона (1571—1631). Между 1628 и 1638 годами Nowell Codex, возможно, был сшит с Southwick Codex Ричардом Джеймсом, библиотекарем Коттона. В 1700 году семья Коттона представила библиотеку общественному вниманию. Через три года собрание было передано в руки Британского музея, сегодняшней Британской библиотеке; тогда же была собрана комиссия для отчёта о состоянии библиотеки Коттона, членом которой был учёный Хамфри Уонли. Он отмечал, что многие экземпляры собрания сильно пострадали и требовали заботы. С 1722 года собрание, находившееся в плачевном состоянии, дважды переезжало в дома, которые были признаны пожароопасными. В 1731 году в последнем месте хранения библиотеки произошёл пожар. И хотя Vitellius A XV пострадал от огня заметно меньше остальных книг собрания, его переплёты и нити сгорели, страницы потемнели, поля подгорели. Некоторые буквы и слова не сохранились из-за пожара или небрежного хранения. Манускрипт, предположительно, был выброшен из окна, что спасло его от уничтожения. Рукопись продолжала разрушаться вплоть до XIX века, пока специалист Британской библиотеки в августе 1845 году не вложил страницы Vitellius A XV в новый переплёт с твёрдой бумагой для защиты артефакта от дальнейшего обветшания.
Поэму, вероятно, перестали читать с XII до XVIII века.
О существовании в коттоновской библиотеке пространной поэмы на древнеанглийском стало известно ещё в 1700 году, однако первую публикацию текста (в латинском переводе) осуществил 115 лет спустя исландский филолог Торкелин, по заданию датского правительства работавший над разбором текста с 1786 года. В рукописи поэма не содержит заголовка, и своё нынешнее название она получила только при первой публикации в 1815 году.
Поэма состоит из 3182 строк текста и является самой длинной поэмой на древнеанглийском языке — примерно 10 % англосаксонской литературы занимает именно её текст.
В 2019 году американские ученые выдвинули гипотезу, согласно которой поэма «Беовульф» написана одним автором и имеет схожести с историей создания мира в зороастризме.
Брюс Линкольн в своём книге "История религий" описал схожести история Беовульфа и Гренделя с историей Ахуромазды и Ахримана в зороастризме..

## Сюжет
Основное содержание заключается в сказаниях о победе Беовульфа над страшными чудовищами Гренделем (др.-англ. Grendel) и его матерью, и над опустошавшим страну драконом, к чему прибавлено несколько побочных эпизодов.
Действие происходит в Скандинавии (Дания и юг нынешней Швеции). В блистательном чертоге славного конунга Хродгара под названием Хеорот пировали дружинные воины из племени данов. Однако вот уже 12 зим на Хеорот нападает страшное чудовище по имени Грендель, истребляя лучших и знатнейших воинов. Знатный гётский военачальник Беовульф, известный своей силой и воинскими умениями, отправляется морем с дружиной на помощь Хродгару, помня о гостеприимстве, оказанном конунгом его отцу Эггтеову, когда тот был вынужден уйти в изгнание. В одиночку он побеждает Гренделя в ночном единоборстве, оторвав ему руку, и тот умирает в своем логове. Чтобы отомстить за него, из морской пучины поднимается ещё более жуткий враг — мать Гренделя. Чтобы одолеть её, Беовульфу приходится спуститься в её морское логово, где герой убивает её с помощью легендарного меча.
Во второй части поэмы Беовульф, к тому времени уже конунг гётов, вступает в поединок с драконом, который мстит людям за посягательство на охраняемый им клад. Дракон убит, но и Беовульф получает смертельную рану. Автор не рассматривает это как трагедию, скорее как достойный конец героической жизни. Дружина во главе с доблестным Виглавом торжественно сжигает Беовульфа и клад дракона на погребальном костре.
Как и в других произведениях древнегерманского эпоса, наряду с действиями героев большое внимание уделяется их речам, в которых раскрываются характеры, ум и ценности героев, служащие идеалами своей эпохи и авторов, а также использующиеся для изложения дополнительных сюжетных линий, предыстории и других сведений.

## Анализ
«Беовульф» — единственная сохранившаяся поэма «варварских» народов Европы, основной костяк которой сложился до принятия христианства. Поэма прославляет языческие добродетели — бесстрашие в бою, верность племени и вождю, беспощадную месть врагам. Мир, описанный в «Беовульфе», исторически достоверен, хотя сам Беовульф не упоминается ни в одном другом источнике. Некоторые эпизоды (спуск героя в морскую пучину, отсечение руки чудовища, сражение с драконом) перекликаются с легендами разных германских народов. Сюжетная основа некоторыми критиками рассматривается как христианская аллегория победы добра над злом.
Влияние христианства в «Беовульфе» хотя и поверхностно, но ощутимо. Например, Грендель в произведении назван потомком Каина. В тексте есть отсылки только к Ветхому Завету. Поэма может трактоваться как вполне христианская по сути аллегория вселенской борьбы сил добра и зла, жизни и смерти. Неприятели Беовульфа — не люди другого племени, как в большинстве подобных произведений, а кровожадные твари, враги всего рода человеческого. Общий тон поэмы элегический; ближе к концу текста на первый план выступает тема рока, неумолимой судьбы, хотя автору «Беовульфа» чужд беспросветный пессимизм некоторых исландских саг.
Долгое время христианские привнесения было принято объяснять позднейшей обработкой текста при переписывании монахами. Однако не исключено, что и сам поэт чувствовал необходимость согласовать свой рассказ с требованиями нового мировоззрения.

## Изучение
«Беовульф» считается одним из самых значительных памятников древнеанглийской литературы и первой крупной поэмой на народном языке в европейской книжности; также наиболее содержательный германский героический эпос после скандинавской литературы.
Произведение стало наиболее активно изучаемым в науке среди древнеанглийской литературы.
Основополагающей работой по изучению манускрипта «Беовульфа» стала «Beowulf and the Beowulf Manuscript» (1981) американского лингвиста Кевина Кирнана.

## Переводы и адаптации
Среди многочисленных переводов поэмы на современный английский выделяются выполненные Уильямом Моррисом (1895), Эдвином Морганом (1952) и Шеймасом Хини (1999). Крупнейшим исследователем «Беовульфа» в XX веке был оксфордский учёный Джон Р. Р. Толкин, который вдохновлялся его мотивами при создании повести «Хоббит» и романа «Властелин колец».
Первый и единственный полный перевод поэмы с древнеанглийского на русский был сделан Владимиром Тихомировым и впервые опубликован в 1975 году в 9-м томе серии «Библиотека всемирной литературы».
В начале 2012 года в издательстве «Астролябия» вышел первый украинский перевод «Беовульфа», переводчик Елена О’Лир, научные редакторы Катерина Шрей и Олег Фешовец. Как в русском, так и в украинском переводе по возможности сохранены принципы древнеанглийского аллитерационного стиха.
Белорусский перевод Антона Франтишка Брыля завершён и опубликован в 2013 году.
В феврале 2021 года в Баку в издательстве «Elm və təhsil» вышла азербайджанская версия. Перевод с древнеанглийского языка выполнен проживающим в России поэтом и переводчиком Хейруллой Хаялом в 2018 году. Редактор издания и автор предисловия — профессор Хабиб Зарбалиев.
По мотивам поэмы написан роман Джона Гарднера «Грендель». В нём события поэмы изложены с точки зрения противоположной стороны — чудовища Гренделя. В 1982 году британской рок-группой Marillion была записана 17-минутная композиция «Грендель», текст которой основан на романе Джона Гарднера. В 1974 году по поэме был поставлен мюзикл в Канаде (либретто Б. Дж. Уайли, музыка В. Дэвиса), стиль которого характеризовали как «на стыке „Беовульфа“ и „Иисус Христос — суперзвезда“».

## Отражение в культуре

### Экранизации
- «Беовульф» (1998) — мультипликационный фильм BBC, довольно точно передающий сюжет поэмы (реж. Юрий Кулаков).
- «Беовульф» (1999) — постапокалиптический вариант сюжета поэмы.
- «Беовульф и Грендель» (2005)
- «Грендель» (2007) — фантастический боевик по мотивам эпоса.
- «Беовульф» (2007) — экранизация с серьёзными искажениями сюжета и фантастическим изображением реалий эпоса[27].
- «Викинги» (2008)
- «Беовульф (телесериал)» (2016) — британский телесериал по мотивам легенды о Беовульфе.

### Реконструкция звучания поэмы
В 1987 году исполнитель и исследователь средневековой музыки Бенджамин Бэгби опубликовал свою версию реконструкции звучания эпоса.
В 2006 году запись концертного выступления была издана на DVD и стала доступна широкой аудитории.
В 2015 году Бэгби исполнил свою программу в Малом зале Московской Консерватории.